# Whatever Works
Pour plus de détails, voir Fiche technique et Distribution.
Whatever Works est un film réalisé par Woody Allen sorti en 2009.

## Synopsis

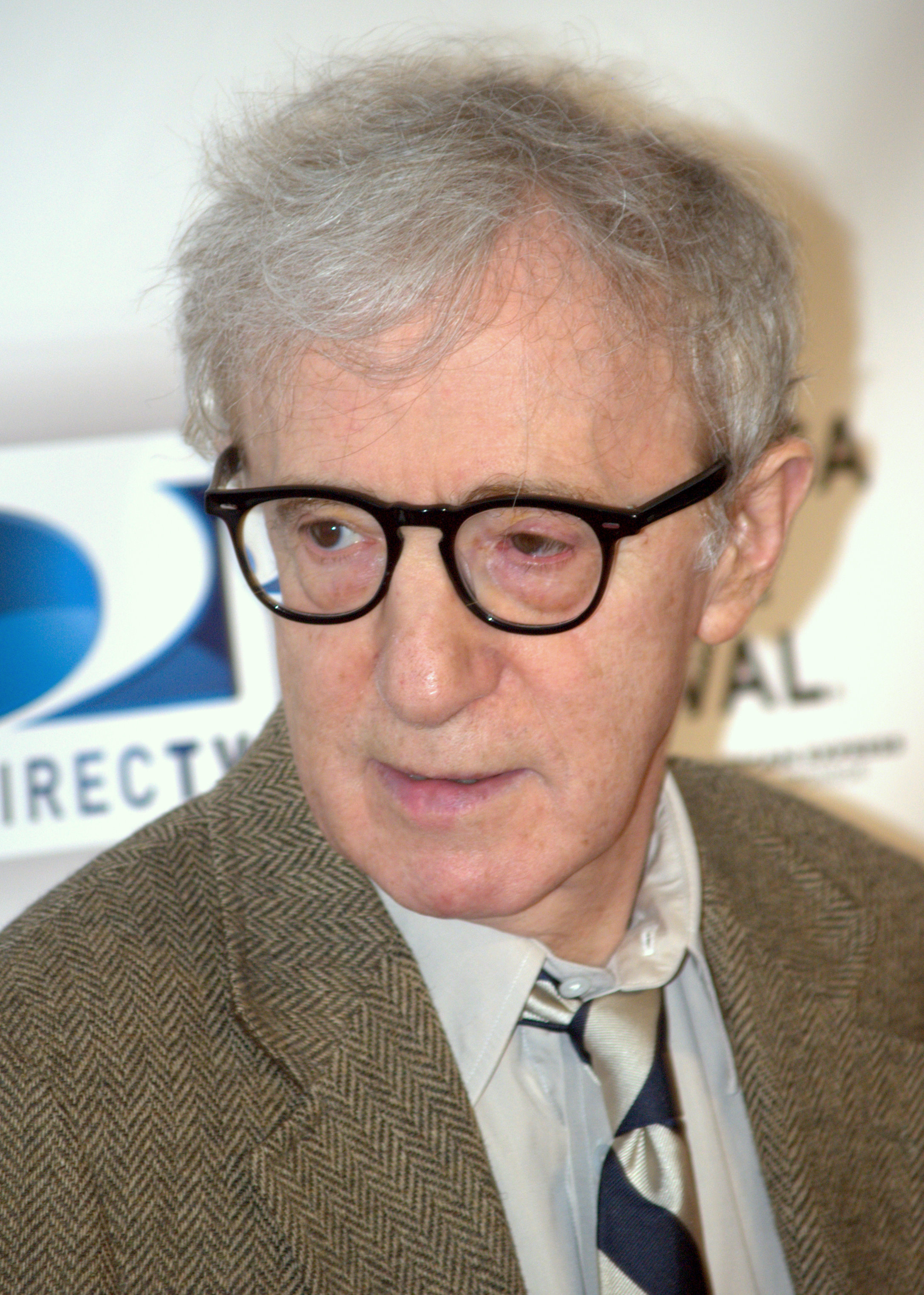
Woody Allen à la première du film au Tribeca Film Festival, en avril 2009

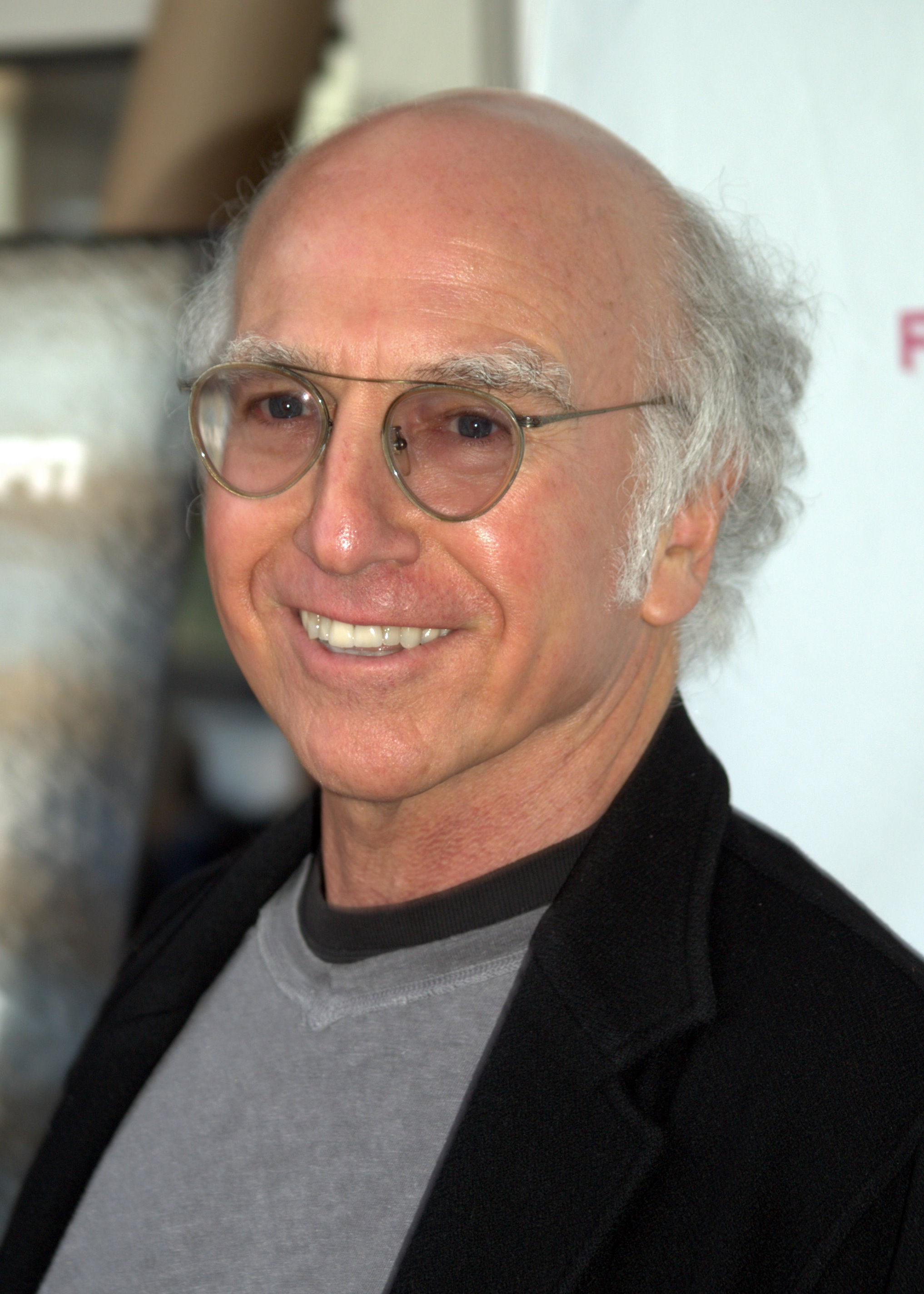
Larry David, également au Tribeca Film Festival, en avril 2009

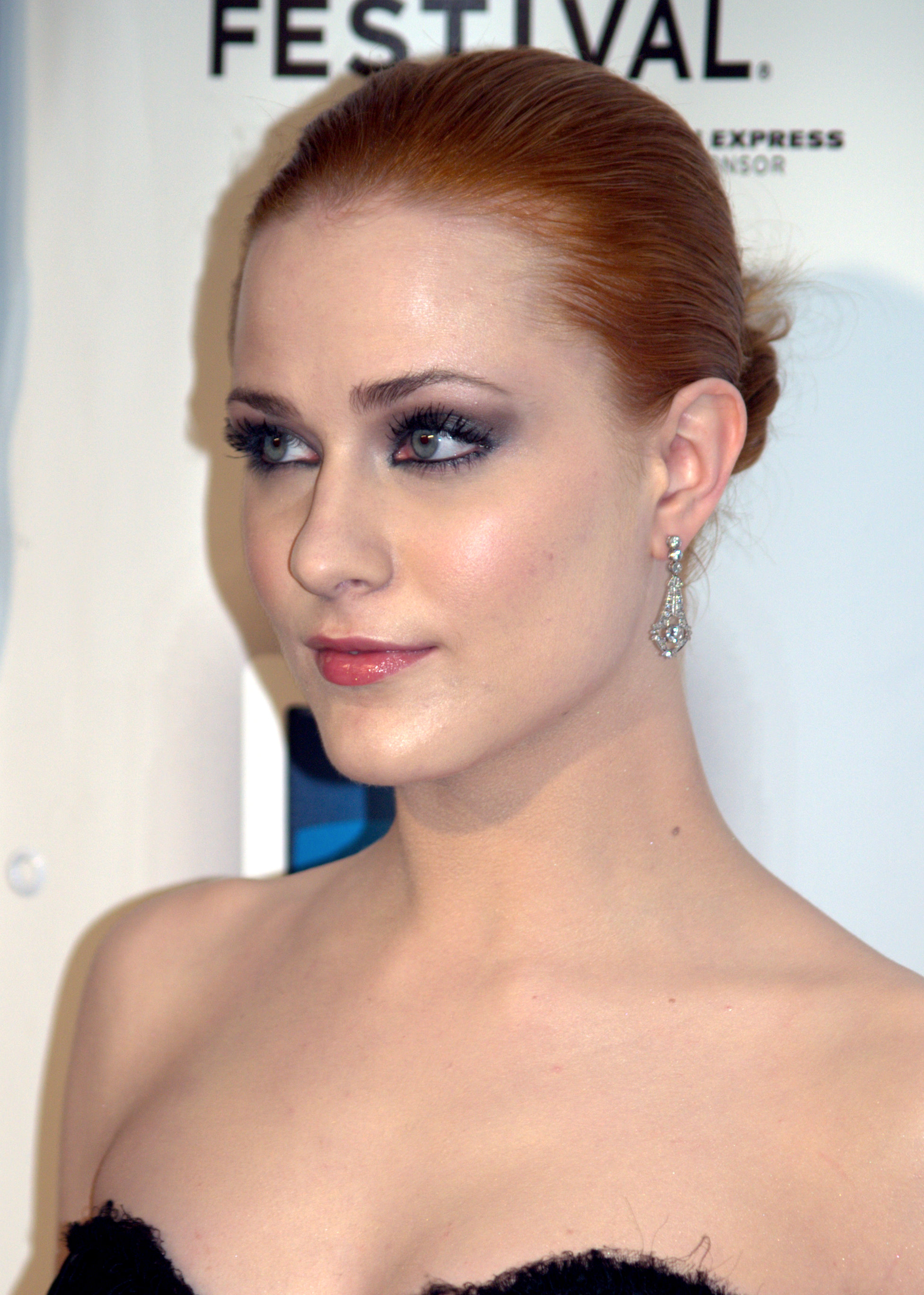
Et l'actrice principale Evan Rachel Wood.

Boris Yelnikoff est un sexagénaire new-yorkais misanthrope, cynique, désabusé. Ancien physicien, il rêve parfois d'avoir été tout près de remporter le prix Nobel. Après une tentative de suicide qui le rend boiteux, il divorce, renonce à sa vie de grand bourgeois et s'installe dans un petit appartement miteux, consacrant une part de ses journées à donner des leçons d'échecs en plein air à des enfants qu'il malmène et insulte. S'adressant directement à la caméra, il nous raconte sa façon de voir le monde, ses rencontres amoureuses — en particulier avec la très jeune Melodie Saint Anne Celestine, petite provinciale égarée dans la grande ville — et les aventures sexuelles de ses beaux-parents.

## Fiche technique
- Titre : Whatever Works
- Réalisation : Woody Allen
- Scénario : Woody Allen
- Producteurs : Woody Allen, Letty Aronson, Stephen Tenenbaum
- Production : Morena Filmes et Wild Bunch, États-Unis
- Photographie : Harris Savides
- Pays d'origine : États-Unis
- Langue : anglais
- Format : couleurs
- Genre : Comédie romantique
- Dates de sortie :
  -  États-Unis : première lors du Festival du film de TriBeCa de New York, le 22 avril 2009
  -  Canada (restreint) : 26 juin 2009
  -  France : 1er juillet 2009
  -  Belgique : 30 septembre 2009

## Distribution
- Larry David (VF : Philippe Crubézy) : Boris Yellnikoff
- Evan Rachel Wood (VF : Jade Jonot) : Melodie St. Ann Celestine
- Patricia Clarkson (VF : Sylvia Bergé) : Marietta
- Henry Cavill : Randy James
- Ed Begley Jr. (VF : Samuel Labarthe) : John
- Adam Brooks : un ami de Boris
- Lyle Kanouse : un ami de Boris
- Michael McKean (VF : Dominique Collignon-Maurin) : Joe, un ami de Boris
- Clifford Lee Dickson : le garçon dans la rue
- Yolonda Ross : la mère du garçon
- Carolyn McCormick (en) (VF : Véronique Augereau) : Jessica
- Samantha Bee : Chess Mother
- Conleth Hill (VF : Gabriel Le Doze) : Leo Brockman
- Marcia DeBonis : la femme au restaurant chinois
- John Gallagher, Jr. (VF : Axel Kiener) : Perry
- Willa Cuthrell-Tuttleman : Chess Girl
- Nicole Patrick : l'amie de Perry
- Olek Krupa : Morgenstern
- Christopher Evan Welch (VF : Bruno Choël) : Howard
- Jessica Hecht (VF : Josy Bernard) : Helena, la médium